# Општина Маркулешти (Јаломица)
Маркулешти (рум. Mărculeşti) општина је у Румунији у округу Јаломица.
Oпштина се налази на надморској висини од 18 m.

## Становништво

### Хронологија
| Година       | 2005 | 2006 | 2007 | 2008 | 2009 | 2010 | 2011 | 2012 | 2013 | 2014 | 2015 | 2016 | 2017 |
| ------------ | ---- | ---- | ---- | ---- | ---- | ---- | ---- | ---- | ---- | ---- | ---- | ---- | ---- |
| Становништво | 1506 | 1508 | 1544 | 1561 | 1578 | 1568 | 1572 | 1587 | 1576 | 1588 | 1580 | 1602 | 1592 |